# Лю Уън
Лиу Уън (на традиционен китайски: 劉旺, на опростен китайски: 刘旺, на пинин: Liu Wang) е китайски пилот и тайконавт, летял на борда на Шънджоу 9 през 2012 година.

## Кариера
Лиу Уън е роден през март 1969 година в окръг Пиняо, провинция Шанси. Той е пилот на изтребители във ВВС на Китайската народна република. През 1998 година е избран за космонавт. След няколкогодишно обучение е избран да лети на Шънджоу 9. На 16 юни 2012 година излита заедно с Лиу Ян (първата китайка в космоса) и Дзин Хайпън (първият китаец с два космически полета) и два дена по-късно се скачва с миниатюрната китайска космическа станция Тиенгун 1 – първото пилотирано скачване на Китай.